# Geras
Geras (česky Jeruš) je město v Rakousku ve spolkové zemi Dolní Rakousy v okrese Horn. Žije v něm 1356 obyvatel (podle sčítání z roku 2016).

## Poloha
Geras se nachází v severní části spolkové země Dolní Rakousy v regionu Waldviertel. Leží 14 km severně od okresního města Horn, napojuje se v něm silnice B4 na silnici B30, která začíná ve Schremsu a pokračuje podél hranic s Českem až do Guntersdorfu. Rozloha území města činí 67,64 km², z nichž 35,21% je zalesněných.

### Členění
Území města Geras se skládá z dvanácti částí (v závorce uveden počet obyvatel k 1.1.2015):
- Dallein (česky Dolany)[zdroj?] –132 obyv.
- Fugnitz (česky Fugnice)[zdroj?] – 48 obyv.
- Geras (česky Jeruš) – 475 obyv.
- Goggitsch (česky Kokač)[zdroj?] – 136 obyv.
- Harth - 70 obyv.
- Hötzelsdorf - 172 obyv.
- Kottaun (česky Chodouny)[zdroj?] – 81 obyv.
- Pfaffenreith - 20 obyv.
- Purgstall - 41 obyv.
- Schirmannsreith - 52 obyv.
- Sieghartsreith - 81 obyv.
- Trautmannsdorf - 48 obyv.

## Historie
Premonstrátský klášter Geras byl založen v roce 1153 Ekbertem a Ulrichem z Perneggu.
Dolnorakouský zemský sněm povýšil tehdejší městys Geras na město 26. září 1928.

## Pozoruhodnosti
- Opatství Geras
- Sýpka v Gerasu
- Přírodní park Geras
- „Erdäpfelfest“ (Bramborobraní)

## Fotogalerie

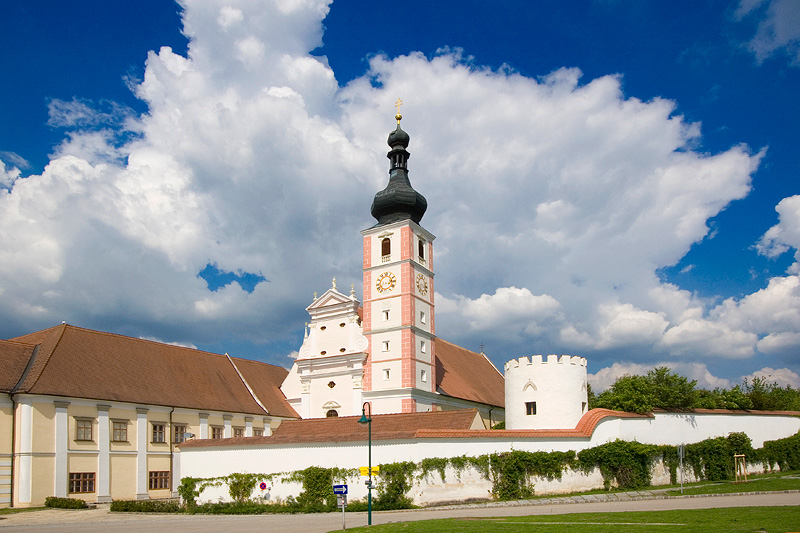
Opatství Geras
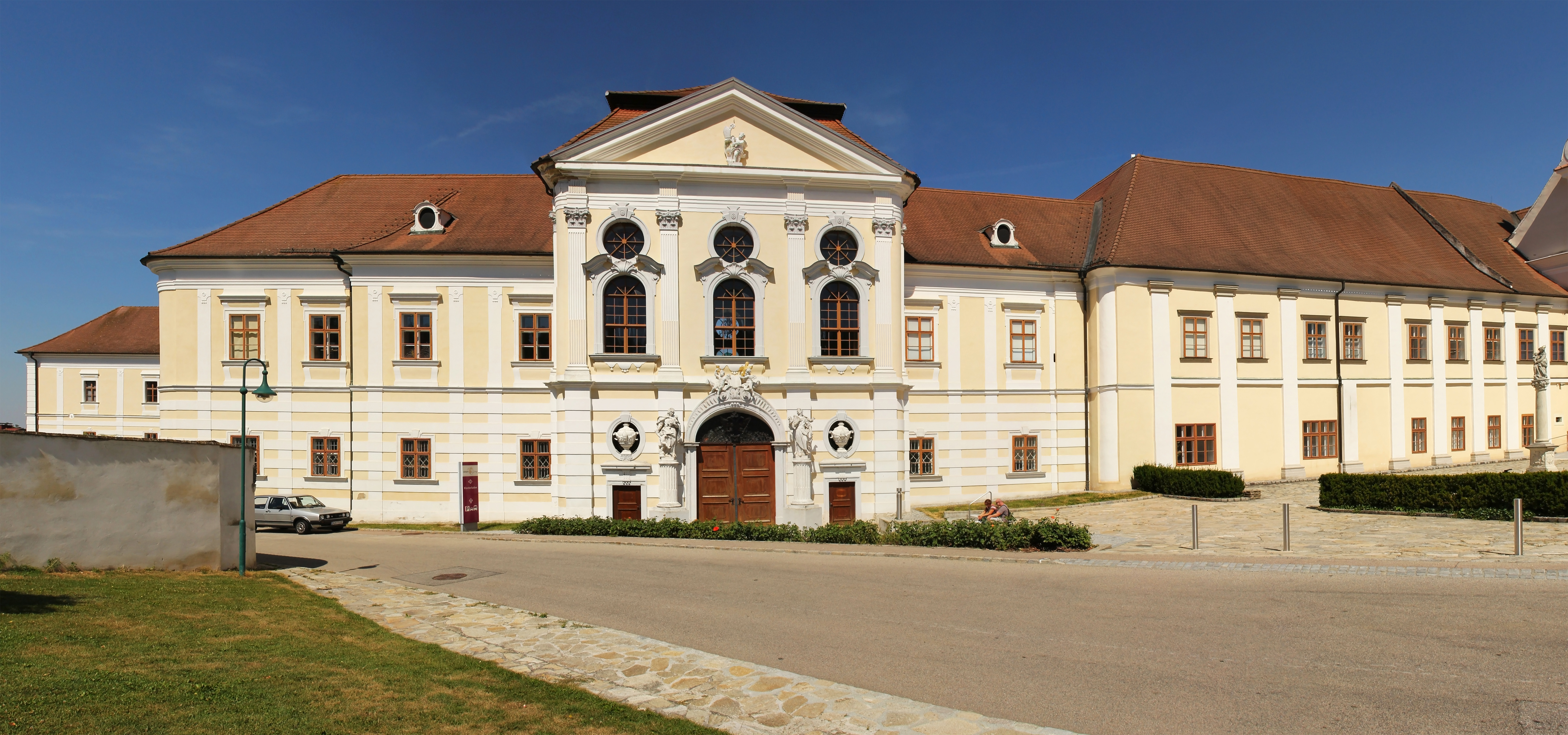
Opatství Geras
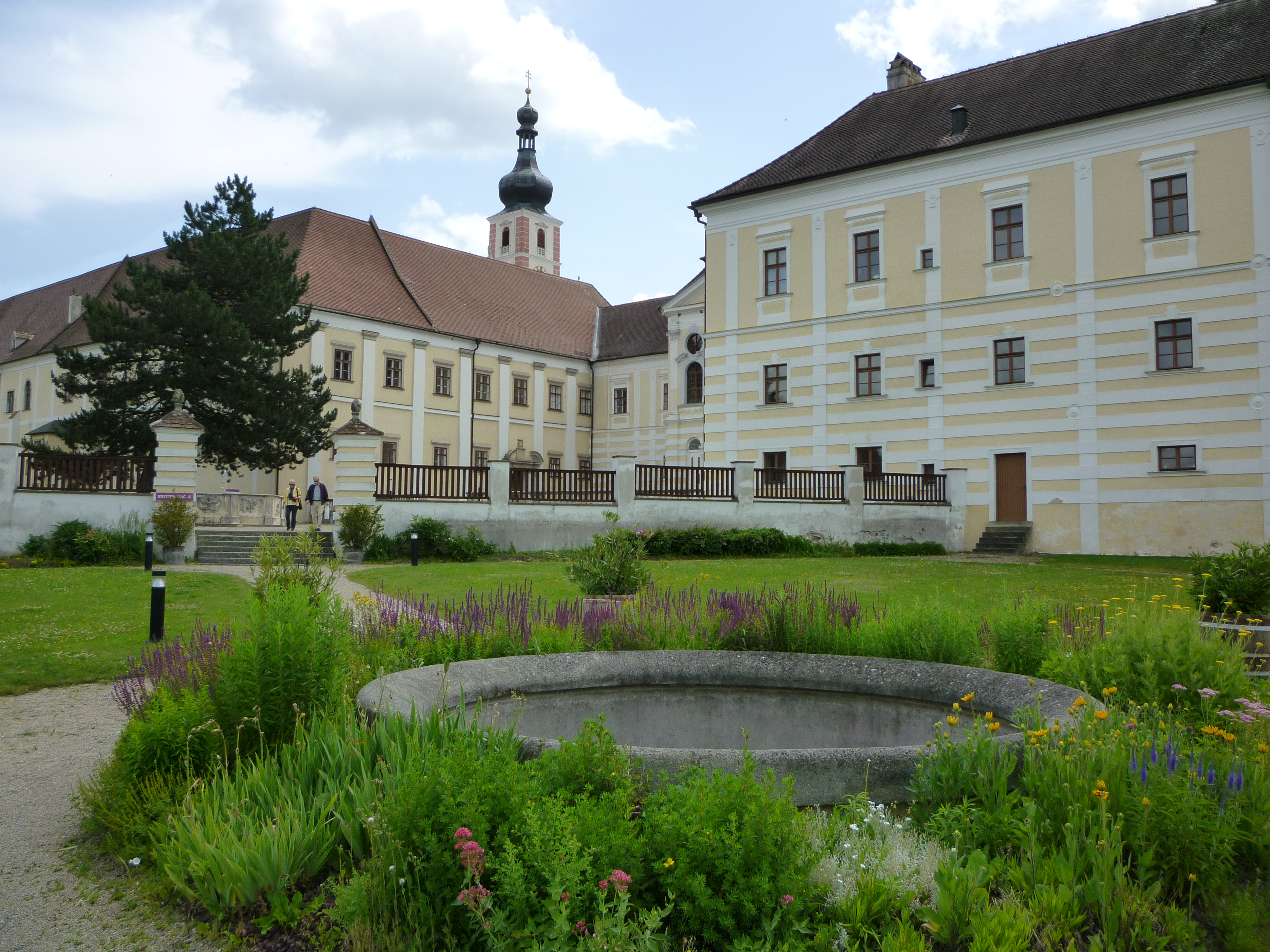
Opatství Geras
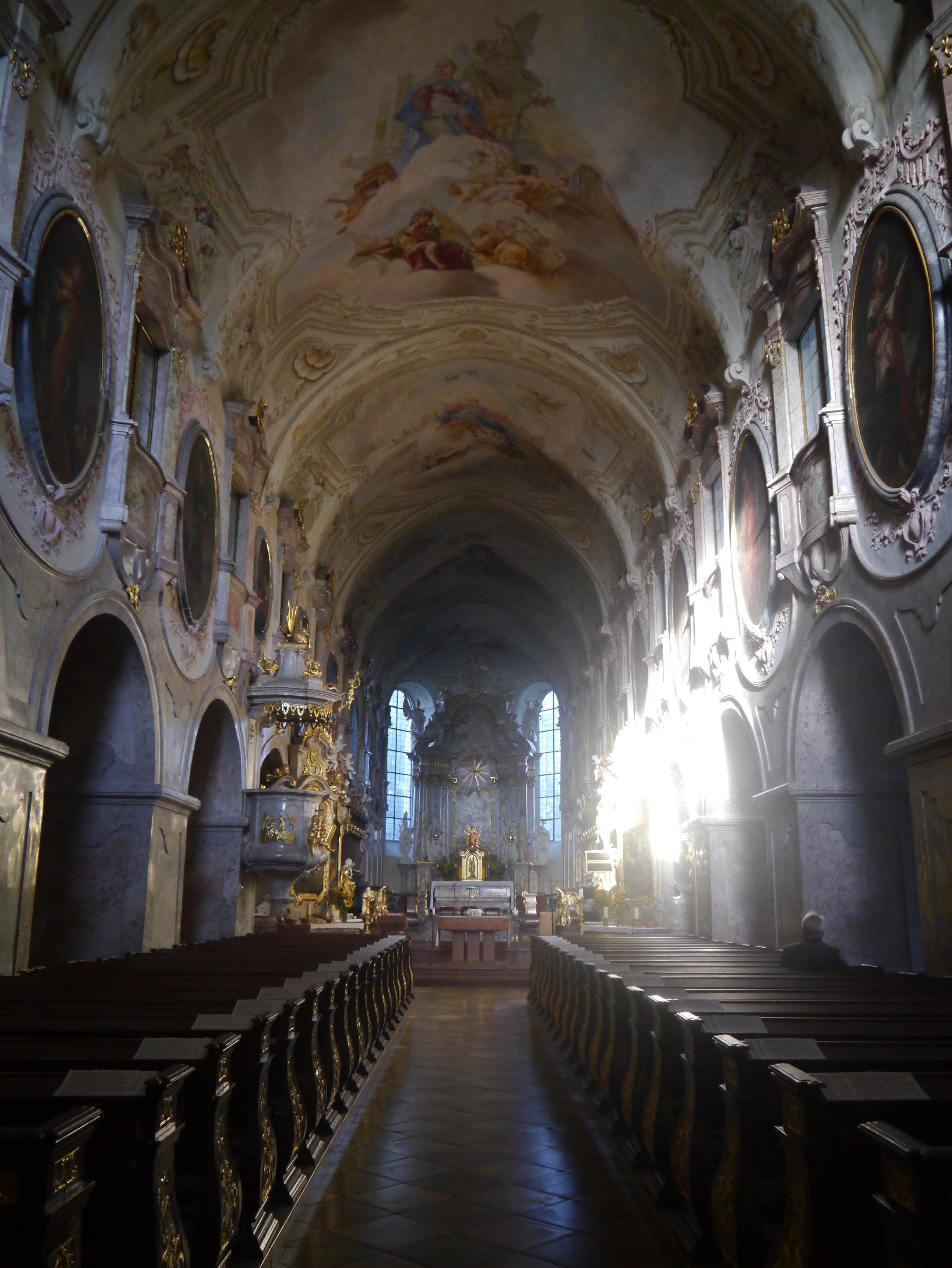
Interiér klášterního kostela
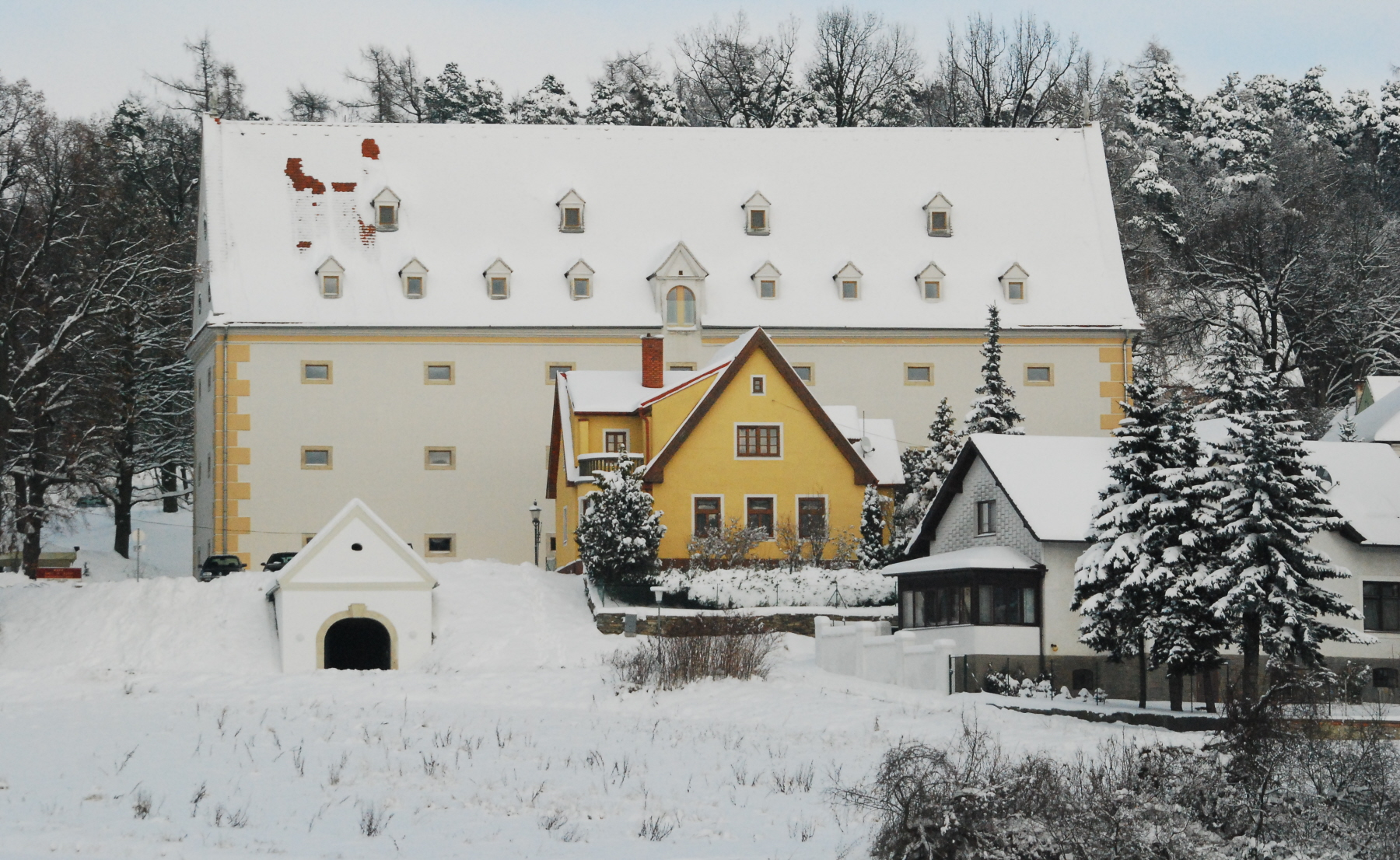
Sýpka v Gerasu
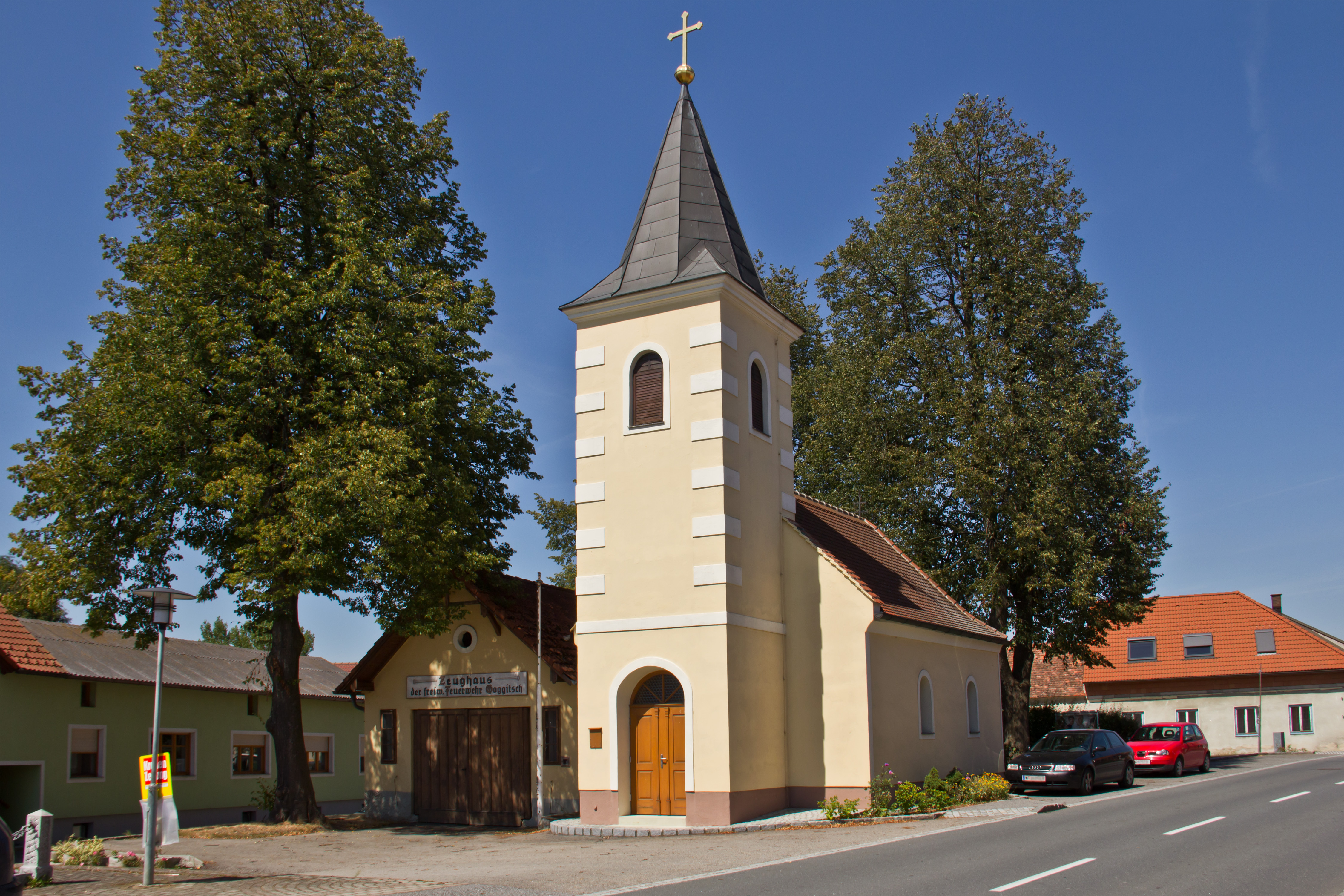
Kaplička sv. Anny v Goggitsch